# Awaria zasilania na Półwyspie Iberyjskim
Awaria zasilania na Półwyspie Iberyjskim – rozległa awaria zasilania, do której doszło 28 kwietnia 2025 około godziny 12:33 (CEST) na terenie czterech krajów Unii Europejskiej. Awaria miała miejsce na Półwyspie Iberyjskim w Hiszpanii, Portugalii oraz w Andorze, a także w kilku miejscach w południowej części Francji. Jej przyczyna wciąż pozostaje nieznana.

## Przebieg
„28 kwietnia 2025 o godz. 12:33 utraciliśmy nagle, w ciągu pięciu sekund 15 GW mocy w systemie; nie wiemy jeszcze, co do tego doprowadziło” – przekazał premier Hiszpanii Pedro Sanchez. Blackout objął jednocześnie nieomal cały Półwysep Iberyjski. Problemy wystąpiły również w Andorze i południowej Francji.
Przerwa w dostawie prądu sparaliżowała ruch uliczny, uziemiła samoloty i zatrzymała kolej, uwięziła wiele osób w windach i wagonach metra, uniemożliwiła też kontakt telefoniczny. W wyniku awarii zasilania wiele osób utknęło w windach budynków, nie działały sygnalizatory świetlne na skrzyżowaniach, szpitale przeszły na zasilanie awaryjne. Pomocy wymagały osoby obłożnie chore, przebywające w domach i ośrodkach opieki, których sprzęt medyczny pozbawiony został zasilania. Przeciążona została linia alarmowa 112. Większość sklepów i obiektów usługowych przestała działać. Pracę wstrzymały również zakłady przemysłowe i fabryki m.in. Seata w Martorell. Lotniska Madryt-Barajas i Barcelona-El Prat w Hiszpanii zmniejszyły liczbę przylotów i lądowań do 20 na godzinę, natomiast lotnisko w Lizbonie w Portugalii wprowadziło zerową liczbę przylotów. Renfe Operadora wstrzymało całkowicie ruch pociągów. Ludzie utknęli w barcelońskim i madryckim metrze. Reaktory jądrowe w pięciu elektrowniach atomowych Hiszpanii przeszły w tryb awaryjny – w momencie awarii przestały działać, ale uruchomiły się generatory awaryjne.
Zasilanie przywracano stopniowo w nocy z 28 na 29. W Madrycie prąd zaczął wracać ok. 20:30, lecz sygnalizacja świetlna przy jednym z placów zaczęła działać dopiero dwie godziny później.

## Skutki
W Hiszpanii zwołano obrady Rady Bezpieczeństwa Narodowego. Hiszpański rząd wprowadził stan nadzwyczajny w zakresie ochrony cywilnej o trzecim, najwyższym stopniu alarmowym w Andaluzji, Estremadurze i Madrycie. Oznacza to, że do akcji mogło tam wkroczyć wojsko. W pozostałych częściach kraju w tym w Barcelonie wprowadzony został drugi stopień alarmowy, wzmocniono tam siły policyjne i obrony cywilnej w tym służby medyczne i strażackie. Na ulicach pojawiły się dodatkowe patrole policji i straży miejskiej.
Największe straty objęły Hiszpanię. Władze Hiszpanii pozostają w stałej łączności z innymi członkami Unii Europejskiej, a także sojusznikami Madrytu z NATO. Straty gospodarcze mogą wynieść maksymalnie 4,5 miliarda euro. Według hiszpańskiego operatora poniedziałkowy blackout w całej Hiszpanii miał „wyjątkową i nadzwyczajną” skalę i był „najpoważniejszą tego rodzaju awarią w historii kraju”. Pomoc dotkniętym krajom zadeklarowała Szefowa Komisji Europejskiej Ursula von der Leyen.

## Badania potencjalnych przyczyn
17 czerwca 2025 r. hiszpański rząd opublikował raport, w którym bezpośrednią przyczynę awarii przypisuje niewielkim awariom skoncentrowanym w południowej Hiszpanii, które wywołały skomplikowaną reakcję łańcuchową. Red Eléctrica de España (REE) nie posiadało wówczas wystarczającej liczby elektrowni cieplnych w sieci. „Przeprowadzono obliczenia i oszacowano, że (włączanie większej liczby elektrowni cieplnych) nie było w tym czasie konieczne. Ustawiono je jedynie na wczesne godziny poranne, a nie na godziny centralne”.